# カッシング (DD-985)
|          | |
| 艦歴     | |
| 発注     | 1974年1月15日 |
| 起工     | 1977年2月2日 |
| 進水     | 1978年6月17日 |
| 就役     | 1979年9月21日 |
| 退役     | 2005年9月21日 |
| その後   | 標的艦として海没処分 |
| 除籍     | 2005年9月21日 |
| 性能諸元 | |
| 排水量   | 8,040 トン |
| 全長     | 水線長：529 ft (161 m) 全長：563 ft (172 m) |
| 全幅     | 16.8 m (55 ft) |
| 吃水     | 29 ft (8.8 m) |
| 機関     | COGAG方式、2軸推進 ゼネラル・エレクトリック LM2500 4基、80,000 shp |
| 最大速力 | 32.5 ノット (60 km/h) |
| 航続距離 | 6,000 海里 (11,000km、20ノット時) |
| 乗員     | 士官19名、兵員315名 |
| 兵装     | 54口径Mk.45 5インチ単装砲 2基 Mk.41 Mod.1 VLS 61セル (トマホーク、アスロック VLA) Mk.112 アスロック 8連装発射機 1基(Mk.41 VLSに換装し撤去) Mk.29シースパローIBPDMS 8連装発射機 1基 Mk.15 20mmファランクスCIWS 2基 Mk.141 ハープーンSSM 4連装発射筒 2基 Mk 49 RAM近SAM21連装発射機 1基 Mk.32 短魚雷3連装発射管 2基 |
| 航空機   | SH-60 シーホーク 2機搭載可能 |
| モットー | Non Sibi Sed Patriae Not for self but for country |

USSカッシング (USS Cushing, DD-985) は、アメリカ海軍の駆逐艦。スプルーアンス級駆逐艦の1隻。艦名はウィリアム・B・カッシングに因んで命名された。その名を持つ艦としては5隻目。

## 艦歴
カッシングは1976年12月27日にミシシッピ州パスカグーラのインガルス造船所で起工した。1978年6月17日に進水し、1979年9月21日に就役する。パナマ運河は1979年にパナマに返還されたが、カッシングは返還前のパナマ運河を通過した最後のアメリカ軍艦であった。
正式就役前、カッシングはハリケーン・フレデリックを回避するためインガルス造船所を出航した。カッシングはアメリカ海軍の乗員とインガルス造船所の所員半数ずつ乗り込み、メキシコ湾でハリケーンを回避した。嵐の後カッシングは造船所に戻り、最終艤装の後一時的に就役、最初の母港であるカリフォルニア州サンディエゴに向かい、同地で退役、1979年9月21日に正式に就役した。
1980年代半ばから後半にかけてカッシングは太平洋艦隊対潜作戦戦隊、第31駆逐戦隊の1隻であった。カッシングは駆逐戦隊司令スタッフを支援するため特別に改修が行われ、旗艦任務に従事した。また、同級において AN/SQR-15 曳航ソナーシステムを搭載した僅かな艦の内の1隻であった。
カッシングは1993年に最初の女性乗組員が乗艦した。
1995年の太平洋艦隊再編成では、6つの戦闘集団と8つの駆逐戦隊が再編され、その再編は10月1日に完了、カッシングの母港は翌年変更され、第5駆逐戦隊に配属されることとなった。
1996年秋のキティホーク空母戦闘群への配備に合わせてカッシングにはリモート・マインハンティング・システム (Remote Minehunting System, RMS) の原型が搭載され、機雷探索能力の向上に寄与した。1997年会計年度に RMS 構想はカッシングのペルシャ湾における演習で成功裡に披露された。
カッシングは1998年3月16日に真珠湾を出港し、新たな母港である日本の横須賀海軍施設に向かった。カッシングは1991年以来真珠湾を母港としていたが、ワシントン州エバレットを母港としていたファイフ (USS Fife, DD-991) とその任を交代した。真珠湾を母港とする間に、カッシングは4度の西太平洋配備と1度の南大西洋配備を完了した。日本に到着すると第15駆逐戦隊に配属され、5月には東南アジア各国海軍との共同演習「CARAT '98」に参加した。
カッシングはその経歴の終盤、数年間を日本の横須賀を母港として活動した。2005年9月21日に退役するまで、カッシングは現役に留まる最後のスプルーアンス級であった。9月21日、退役と同時に除籍された。GlobalSecurity.org では、カッシングはトルコに移管される予定であったとする 。カッシングの船体は RIMPAC 2008 でデヴィッド・R・レイ (USS David R. Ray, DD-971) 、フレッチャー (USS Fletcher, DD-992) 、ホーン (USS Horne, CG-30) と共に標的艦として沈められた。